# Decreto de Necesidad y Urgencia 70/2023
El Decreto de Necesidad y Urgencia 2023-70-APN-PTE  también denominado «Bases para la Reconstrucción de la Economía Argentina» es un DNU emitido el 20 de diciembre de 2023 por el gobierno de Javier Milei y actualmente vigente. El mismo está firmado en pleno por el jefe de Gabinete y los nueve ministros del gobierno. Fue anunciado a través de cadena nacional por el presidente Milei, rodeado del jefe de gabinete de su gobierno, todos sus ministros y Federico Sturzenegger.
El decreto, que tiene 366 artículos, sanciona la "emergencia pública" en la Nación por el plazo de dos años, hasta el 31 de diciembre de 2025, y plantea la desregulación de la economía. El paquete incluye modificaciones a más de 300 artículos y plantea la derogación completa de las leyes: de alquileres, de abastecimiento, de góndolas, de compre nacional, de promoción industrial, de promoción comercial, entre otras.
También plantea una fuerte flexibilización laboral, extendiendo el período de prueba de 3 a 8 meses, derogando las indemnizaciones dobles en caso de una relación laboral no registrada o efectuada de manera deficiente. El DNU pone restricciones a las medidas de fuerza por parte de asociaciones sindicales y gremiales.
Asimismo, al solo efecto de restringir el derecho de huelga, el artículo 97, del Título IV (laboral), estableció limitaciones para ejercer el derecho, mediante el expediente de considerar "servicios esenciales" o "actividades de importancia trascendental", las actividades siguientes:
- Los servicios sanitarios y hospitalarios, así como el transporte y distribución de medicamentos e insumos hospitalarios y los servicios farmacéuticos;
- La producción, transporte y distribución y comercialización de agua potable, gas y otros combustibles y energía eléctrica;
- Los servicios de telecomunicaciones, incluyendo internet y comunicaciones satelitales;
- La aeronáutica comercial y el control de tráfico aéreo y portuario; incluyendo balizamiento, dragado, amarre, estiba y remolque de buques;
- servicios aduaneros y migratorios, y demás vinculados al comercio exterior; * cuidado de menores y educación de niveles guardería, preescolar, primario y secundario, así como la educación especial.
- Producción de medicamentos y/o insumos hospitalarios;
- Transporte marítimo, fluvial, terrestre y subterráneo de personas y/o mercaderías a través de los distintos medios que se utilicen para tal fin;
- Servicios de radio y televisión;
- Actividades industriales continuas, incluyendo siderurgia y la producción de aluminio, actividad química y la actividad cementera;
- Industria alimenticia en toda su cadena de valor;
- La producción y distribución de materiales de la construcción, servicios de reparación de aeronaves y buques, todos los servicios portuarios y aeroportuarios, servicios logísticos, actividad minera, actividad frigorífica, correos, distribución y comercialización de alimentos y bebidas, actividad agropecuaria y su cadena de valor;
- Los servicios bancarios, financieros, servicios hoteleros y gastronómicos y el comercio electrónico; y
- La producción de bienes y/o servicios de toda actividad, que estuvieran afectados a compromisos de exportación.[8][9]

Además en el plano de la salud el decreto deroga a su vez al decreto n.º 743/22 que establecía un tope de aumento de empresas de medicina prepaga , la venta de medicamentos de venta libre por establecimientos que no son farmacias ni cuentan con profesionales de la salud.
El decreto afecta leyes penales, regímenes fiscales, regímenes impositivos, aspectos constitucionales y cambios al código civil y comercial, entre otros. El DNU fue planificado y redactado, principalmente, por el exsecretario de Política Económica y expresidente del Banco Central, Federico Sturzenegger. Milei planteó que el objetivo de estas medidas sería eliminar definitivamente el déficit fiscal, así como desregular la economía.Para la oposición, encabezada por las coaliciones Unión por la Patria y el Frente de Izquierda y de Trabajadores - Unidad, el llamado «Decretazo» cercenaba las funciones del Estado argentino, avasalla al Congreso de la Nación y va a contramano de la constitucionalidad.
El 30 de enero de 2024 la Cámara Nacional de Apelaciones del Trabajo declaró la inconstitucionalidad de todo el Título IV (artículos 53 a 97), dedicado a las normas laborales, por ser contrario al art. 99, inc. 3.º, de la Constitución Nacional.

## Contenido

### Justificación de necesidad y urgencia
- Necesidad: se considera necesario adoptar medidas drásticas para incrementar la  productividad y eliminar obstáculos al desarrollo.[1]

- Urgencia: Se considera que los desequilibrios en temas económicos y sociales exigen medidas inmediatas y la imposibilidad de seguir procedimientos normales para la formación de leyes y la necesidad de actuar sin preanuncio, para evitar que los comportamientos individuales distorsionen sus efectos subrayan la urgencia de abordar de inmediato la crisis en Argentina.[1]

### Bases para la reconstrucción  de la economía argentina
Es el primer título que argumenta acerca de las tres bases sobre las que se construye el decreto: la emergencia, la desregulación y la inserción en el mundo.

### Desregulación económica
Establece la derogación de varias leyes que limitan el funcionamiento de los mercados y la actividad económica en general. Entre las derogaciónes se encuentran:
- «Ley N° 26.992 - Observatorio de precios y Disponibilidad de Insumos, Bienes y Servicios» [20] [1]
- «Ley N° 27.545 - Ley de Góndolas» [21][1]
- «Ley N° 20.680 - Ley de Abastecimiento» [22][1]

Entre las modificaciones se encuentran algunas de las siguientes leyes:
- «Ley N° 27.437 - Ley de Compre Argentino» [23][1]
- «Ley N° 25.065  - Ley de Tarjetas de Crédito» [24][1]
- «Ley N° 9.643 - Ley de Warrants» [25][1]

### Reforma del Estado
Entre algunas de las reformas se incluyen:
- Derogación de la «Ley N° 13.653» de Sociedades de Economía Mixta.[26][1]
- Modificación de la «Ley N° 23.696» la cual habilita la declaración de sujeta a privatización a ser realizada por el Poder Ejecutivo Nacional.[27][1]
- Sujeta a las empresas estatales a la «Ley N° 19.550» de Sociedades Anónimas.[28][1]

### Trabajo
- Modificación de la «Ley N° 24.013» de Registro Laboral estableciendo la formalización y simplificación del proceso de registración laboral a través de medios electrónicos. [1]
- Modificación de la «Ley N° 20.744» de Contrato de Trabajo. [1]
- Modificación de la «Ley N° 14.250» de Convenciones Colectivas de Trabajo. [1]
- Modificación de la «Ley N° 23.551» de Asociaciones Sindicales. [1]
- Modificación de la «Ley N° 26.727» de Régimen del Trabajo Agrario. [1]
- Modificación de la «Ley N° 14.546» de Régimen del Viajante de Comercio. [1]
- Modificación de la «Ley N° 27.555» de Régimen Legal del Contrato de teletrabajo. [1]

### Comercio exterior
- Derogación de la «Ley N° 25.626» la cual restringía la importación de un grupo de mercaderías y fue objeto de crítica por el Tribunal del Mercosur en el año 2005. [29][30][1]
- Modificación de la «Ley N° 22.415» del Código Aduanero. [1]

### Justicia
- Derogación de la «Ley N° 27.551» del Código Civil y Comercial también conocida como Ley de Alquileres.[31][1]

## Reacciones
Fueron múltiples y diversas las reacciones frente al llamado Megadecreto que imponía 300 reformas y derogaba varias leyes, entre otras la ley que impedía privatizar las empresas públicas.
Para el oficialismo, el DNU tenía como finalidad la "Reconstrucción de la Economía Argentina” mediante la generación de condiciones para que la economía progrese y la declaración de la emergencia económica por el plazo de dos años, con lo cual el presidente Javier Milei se atribuía la facultad de reformar por decreto un amplio conjunto de leyes.

Para una parte de la oposición (ligada mayormente a Unión por la Patria) el llamado «Decretazo» cercenaba las funciones del Estado argentino, avasalla al Congreso de la Nación y va a contramano de la constitucionalidad.
Para otra parte de la oposición (ligada mayormente al ala dura del PRO) gran parte de las medidas del decreto era afín a sus propuestas y se coincidía en que los cambios estructurales son necesarios. Sin embargo, al igual que los demás partidos, coincidían en que estas debian ser tratadas una por una en el congreso, ya que si no avasalla al Congreso de la Nación.

### Reacción social
A los pocos minutos de finalizada la cadena nacional comenzaron cacerolazos en varios barrios de la Ciudad de Buenos Aires, La Plata, Mar del Plata y Rosario. En la ciudad de Buenos Aires la protesta se escuchó también en barrios de clase media como Palermo y Belgrano. En varios puntos de Buenos Aires, grupos de vecinos salieron a las calles realizando piquetes; algunos cánticos que se entonaron fueron "que se vayan todos", "paro general" y "dónde está, que no se ve, esa famosa CGT".
En horas de la noche, pasadas las 22:30 hs (locales), se realizó una movilización autoconvocada hacia el edificio del Palacio del Congreso de la Nación Argentina, con miles de personas de todas las edades. Los manifestantes marcharon y ocuparon la avenida Rivadavia frente al Congreso, con banderas argentinas y coreando la consigna "La patria no se vende".
La segunda noche luego del DNU, Rosario mostró una movilización de miles de manifestantes en el Monumento a la Bandera y en la Plaza 25 de Mayo. El Consejo Deliberante de Rosario realizó una sesión extraordinaria, y se expresó en contra del decreto por 21 votos positivos, ante 4 negativos. Manifestaciones populares se vieron además en Córdoba, Bariloche, La Plata, Junín, Tandil con presencia de autoconvocados, afiliados a organizaciones sindicales y miembros de espacios políticos y organismos de derechos humanos.

El 26 continuaron los cacerolazos, se repitieron en varios puntos de la Ciudad de Buenos Aires, puntos del Conurbano y del interior del país (Córdoba, Santa Fe, Corrientes, Jujuy, La Rioja, Salta, Chaco, San Juan y Mendoza). Es la noche previa a la marcha de la Confederación General del Trabajo (CGT). 

El 27 de diciembre miles se congregaron en plazas de Buenos Aires, también en La Plata, Tandil y Córdoba y en la puerta de la Quinta Presidencial de Olivos. La policía intensificó presencia.

El 3 de enero de 2024 los vecinos realizaron protestas en varias esquinas importantes de la Ciudad de Buenos Aires en contra del decreto de necesidad y urgencia (DNU) y de la "ley ómnibus".Se realizaron protestas en la ciudad de Posadas en Misiones y en la capital de Santiago del Estero. Esta fue la segunda semana consecutiva de protestas contra el DNU y la ley ómnibus.

### Reacción sindical
El Consejo Directivo de la Confederación General del Trabajo de la República Argentina tenía previsto reunirse el jueves para evaluar el camino a seguir. Se plantearon reuniones con las otras centrales sindicales para coordinar acciones contra el DNU del gobierno de Milei.
El miércoles 27 de diciembre a siete días del decreto DNU, los gremios marcharon en el centro y en las plazas y unos diez mil manifestantes se concentraron frente al edificio de Tribunales de Buenos Aires.
La convocatoria de varios sindicatos, tanto afiliados a la CGT como a la CTA, de organizaciones sociales de izquierda, como el Polo Obrero, y de gente autoconvocada sobrepasó la  idea original de los organizadores.

## Comisiones bicamerales

### Designación de la presidencia
| Presidentes         | Cámara           | Voto | (Gobierno) |   |   |   |   | Cambio Federal | Total |
| ------------------- | ---------------- | ---- | ---------- | - | - | - | - | -------------- | ----- |
| Juan Carlos Pagotto | Votación General | Sí   | 3          |   | 2 | 2 | 1 | 2              | 10/16 |
| Juan Carlos Pagotto | Votación General | No   |            |   |   |   |   |                | 0/16  |
| Juan Carlos Pagotto | Votación General | Abs. |            | 6 |   |   |   |                | 6/16  |

### Votación
La fecha para el tratamiento del DNU 70/2023 aún no está definida. Sin embargo, la postura común entre La Libertad Avanza, el PRO y la Unión Cívica Radical, es evitar su debate en comisión hasta que "se hayan tratado y votado los 170 DNUs que se firmaron durante la presidencia de Alberto Fernández", que nunca fueron abordados dado que la Comisión Bicameral permaneció en inactividad desde 2021 debido a su no conformación.
| Juan Carlos Pagotto | Senadores Mayoría requerida: Absoluta (5/8) Fuente: | Sí                        |                    |                                          |              |                |            |              | 0/8 |  |  |  |  |  |
| Juan Carlos Pagotto | Senadores Mayoría requerida: Absoluta (5/8) Fuente: | No                        |                    |                                          |              |                |            |              | 0/8 |  |  |  |  |  |
| Juan Carlos Pagotto | Senadores Mayoría requerida: Absoluta (5/8) Fuente: | Abs.                      |                    |                                          |              |                |            |              | 0/8 |  |  |  |  |  |
| Juan Carlos Pagotto | Senadores Mayoría requerida: Absoluta (5/8) Fuente: | Total de bancas asignadas | 1 (Pagotto)        | 3 (Fernández Sagasti, Recalde, González) | 1 (Juez)     | 1 (Zimmermann) | 1 (Romero) | 1 (Espínola) | 8   |  |  |  |  |  |
| Juan Carlos Pagotto |                                                     |                           |                    |                                          |              |                |            |              |     |  |  |  |  |  |
| Juan Carlos Pagotto | Diputados Mayoría requerida: Absoluta (5/8) Fuente: | Sí                        |                    |                                          |              |                |            |              | 0/8 |  |  |  |  |  |
| Juan Carlos Pagotto | Diputados Mayoría requerida: Absoluta (5/8) Fuente: | No                        |                    |                                          |              |                |            |              | 0/8 |  |  |  |  |  |
| Juan Carlos Pagotto | Diputados Mayoría requerida: Absoluta (5/8) Fuente: | Abs.                      |                    |                                          |              |                |            |              | 0/8 |  |  |  |  |  |
| Juan Carlos Pagotto | Diputados Mayoría requerida: Absoluta (5/8) Fuente: | Total de bancas asignadas | 2 (Zago y Almirón) | 3 (Gaillard, Gutiérrez, Siley)           | 1 (Lombardi) | 1 (Monti)      | 0          | 1 (Massot)   | 8   |  |  |  |  |  |

## Votación en el Senado
El 14 de marzo de 2024, se realizó la sesión correspondiente en el senado para ratificar el decreto, el resultado de la votación fue no ratificarlo; por lo cual el decreto pasará a la Cámara de Diputados.
| Decreto | Fecha de votación                                                                                 | Votos |    |    |   |   |   |   |   | PJS |   | Total |
| ------- | ------------------------------------------------------------------------------------------------- | ----- | -- | -- | - | - | - | - | - | --- | - | ----- |
| 70/2023 | 14 de marzo de 2024 Mayoría requerida: absoluta sin ausencias o abstenciones para rechazar(34/72) | Sí    |    | 10 | 6 | 6 | 2 |   |   | 1   |   | 25/72 |
| 70/2023 | 14 de marzo de 2024 Mayoría requerida: absoluta sin ausencias o abstenciones para rechazar(34/72) | No    | 33 | 2  |   |   | 3 | 1 | 2 |     | 1 | 42/72 |
| 70/2023 | 14 de marzo de 2024 Mayoría requerida: absoluta sin ausencias o abstenciones para rechazar(34/72) | Abs.  |    | 1  |   |   | 1 | 2 |   |     |   | 4/72  |
| 70/2023 | 14 de marzo de 2024 Mayoría requerida: absoluta sin ausencias o abstenciones para rechazar(34/72) | Bla.  |    |    |   |   |   |   |   |     |   | 0/72  |
| 70/2023 | 14 de marzo de 2024 Mayoría requerida: absoluta sin ausencias o abstenciones para rechazar(34/72) | Aus.  |    |    | 1 |   |   |   |   |     |   | 1/72  |
|         |                                                                                                   |       |    |    |   |   |   |   |   |     |   |       |
| Fuente: |                                                                                                   |       |    |    |   |   |   |   |   |     |   |       |
| Notas:  |                                                                                                   |       |    |    |   |   |   |   |   |     |   |       |
| Notas:  |                                                                                                   |       |    |    |   |   |   |   |   |     |   |       |
|         |                                                                                                   |       |    |    |   |   |   |   |   |     |   |       |